# امین سار
امین سار (انگلیسی: Amin Sarr؛ زادهٔ ۱۱ مارس ۲۰۰۱) بازیکن فوتبال اهل سوئد است.
وی همچنین در تیم ملی فوتبال زیر ۲۱ سال سوئد بازی کرده است.